# Извержение Онтаке (2014)
Извержение вулкана Онтаке (Япония) началось 27 сентября 2014 года в 11 часов 52 минуты по местному времени и продолжалось с ослабевающей интенсивностью несколько дней. Извержение стало неожиданностью для сейсмологов, и уж тем более для туристов (восхождение на Онтаке является популярным туристическим маршрутом), этим объясняется такое количество жертв: по состоянию на 11 октября подтверждена гибель 56 человек, 70—100 ранены, 8 человек пока числятся пропавшими без вести. Окончательный итог жертвам стихии был подведён спустя месяц после извержения: 57 погибших и 6 пропавших без вести.
Данное извержение стало первым с человеческими жертвами в Японии с 1991 года, когда пирокластический поток вулкана Ундзэн похоронил под собой 43 человека; и самым смертоносным извержением в стране с 1902 года, когда вулкан Торисима уничтожил всех жителей острова Панафидина — около 150 человек.
С 10 сентября в районе горы фиксировались небольшие землетрясения, которые часто являются предвестниками пробуждения вулкана, но тем не менее сейсмологи решили, что угрозы извержения в ближайшем будущем нет. Гора Онтаке является несложным альпинистским маршрутом для начинающих, 27 сентября стояла спокойная солнечная погода, поэтому к 11 часам 52 минутам на склонах горы находилось 200—250 человек.
Первые поисково-спасательные операции начались около 17 часов того же дня. К 29 сентября были обнаружены 36 тел, у многих причиной смерти стало удушье: из кратера в больших количествах вырывался сероводород. 30 сентября поисковая операция не проводилась в связи с опасностью повторного извержения; к тому времени в спасательных работах уже было задействовано около 850 человек и семь вертолётов. 1 октября были найдены ещё 11 тел; к этому времени в операции уже участвовало около 1000 человек. 3 октября поиски были прекращены, так как начались проливные дожди, а к региону начал приближаться мощный тайфун «Фанфон».
Высота столба пепла при извержении достигала 10 километров, он был обнаружен в 80 километрах от вулкана.